# Гёшен, Иоганн Фридрих Людвиг
Иоганн Фридрих Людвиг Гёшен (нем. Johann Friedrich Ludwig Göschen; 16 февраля 1778, Кёнигсберг — 24 сентября 1837, Гёттинген) — немецкий исследователь романской цивилизации, издатель источников римского права.

## Биография
Первоначальное образование получил в монастырской школе Магдебурга, затем, в 1794 году, переехал на родину, в Кёнигсберг, чтобы изучать право в Кёнигсбергском университете. В 1796—98 годах продолжил обучение в Гёттингенском университете. В 1800 году Гёшен купил имение возле Кёнигсберга, но в 1804 был вынужден его продать. После этого он пытался осуществлять частную практику при суде Магдебурга, но ему было отказано.
В 1806 году Гёшен приехал в Берлин и под влиянием Савиньи и Нибура продолжил изучение римского права. В 1811 году Гёшену присвоили степень доктора, а в 1813 году он получил звание профессора права. Среди его многочисленных учеников был, в частности, Карл Густав Хомайер.
В 1815 году Гёшен, совместно с Савиньи и Эйхорном, стал издавать журнал исторической юриспруденции. По предложению Савиньи в 1817 году Гёшена вместе с филологом Иммануэлем Беккером  отправили от Берлинской академии  в Верону для расшифровки обнаруженной Нибуром рукописи Гая.
Гёшен осуществил первое полное издание Гая: «Gaii Institutionum комментарии IV», 1820. В 1819—20 он занимал должность ректора Берлинского университета Фридриха Вильгельма.
В 1822 году Гёшен был назначен профессором права и адъюнкт-членом колледжа риторики в Гёттингене, он был советником в 1828, 1829 членом коллегии палаты, 1833 членом юридического факультета. Из его сочинений А. Erxleben «Лекции по общей части гражданского права», опубликованы (1838-40, 3 тома в 5 частях, 2-е издание 1843).
Сын Гёшена Отто также стал известным учёным-юристом.

## Публикации
Соиздатель журнала de:Zeitschrift für geschichtliche Rechtswissenschaft